# Kostel svatého Mikuláše (Stará Ľubovňa)
Kostel sv. Mikuláše je římskokatolický kostel v okresním městě Stará Ľubovňa v Prešovském kraji. Pochází z roku 1280.
Jeho barokní interiér ukrývá několik uměleckých děl, jako vítězný oblouk z konce 13. století, pozdně gotickou kamennou křtitelnici (z roku 1222), sochu „Madona z Ľubovně“ z roku 1360, gotické pastoforium a pozdně gotické náhrobní desky. Historicky cenný je i hlavní barokní oltář svatého Mikuláše z druhé poloviny 19. století, boční oltáře a plastika Oplakávání Krista. Do roku 1780 byl kolem kostela hřbitov. Zajímavostí jsou dosud neprozkoumané krypty pod kostelem.